# Huaning

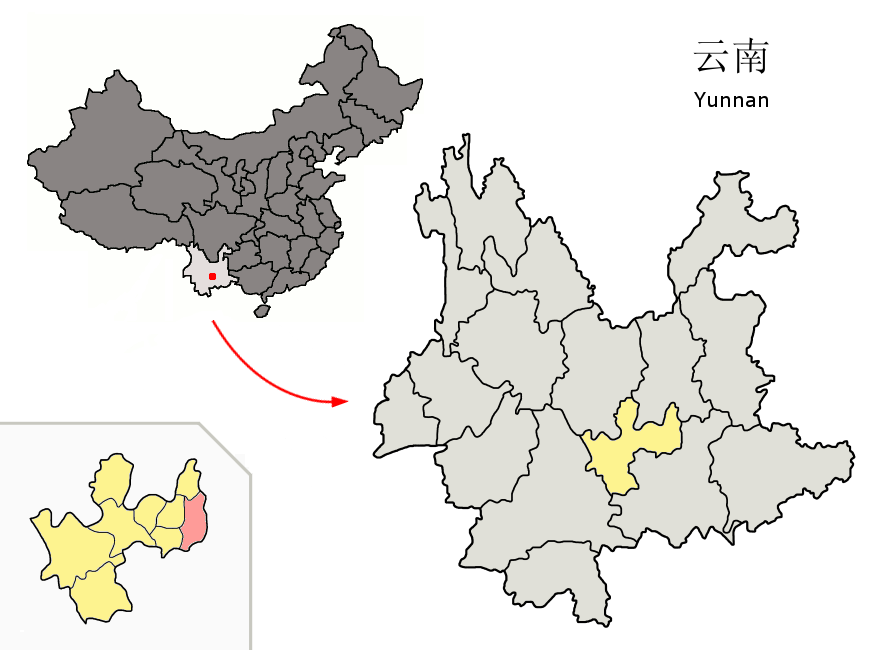
Lage des Kreises Huaning (rosa) in der bezirksfreien Stadt Yuxi (gelb)

Der Kreis Huaning (华宁县,  Huáníng Xiàn) ist ein Kreis, der zum Verwaltungsgebiet der bezirksfreien Stadt Yuxi in der chinesischen Provinz Yunnan gehört. Die Fläche beträgt 1.248 Quadratkilometer und die Einwohnerzahl 190.425 (Stand: Zensus 2020). 1999 zählte Huaning 194.897 Einwohner.

## Administrative Gliederung
Auf Gemeindeebene setzt sich der Kreis aus fünf Großgemeinden und einer Gemeinden (eine Nationalitätengemeinde) zusammen. Diese sind: 
- Großgemeinde Ningzhou 宁州镇
- Großgemeinde Panxi 盘溪镇
- Großgemeinde Qinglong 青龙镇
- Großgemeinde Huaxi 华溪镇

- Gemeinde Tonghongdian der Yi und Miao 通红甸彝族苗族乡